# Pseudalius inflexus
Pseudalius inflexus is een rondwormensoort uit de familie van de Pseudaliidae. De wetenschappelijke naam van de soort is voor het eerst geldig gepubliceerd in 1808 door Rudolphi.